# Lindneria thompsoni
Lindneria thompsoni är en tvåvingeart som beskrevs av Metz och Irwin 2000. Lindneria thompsoni ingår i släktet Lindneria och familjen stilettflugor.
Artens utbredningsområde är Peru. Inga underarter finns listade i Catalogue of Life.